# بحيرة كايندي
بحيرة كايندي (بالإنجليزية: Lake Kaindy)‏ هي بحيرة بطول 400 متر في كازاخستان تصل إلى عمق 30 مترا قرب بعض المناطق. تقع 129 كم شرق مدينة ألماتي على اٍرتفاع 2,000 متر فوق مستوى سطح البحر. نشأت نتيجة لاانهيار أرضي هائل من الحجر الجيري.

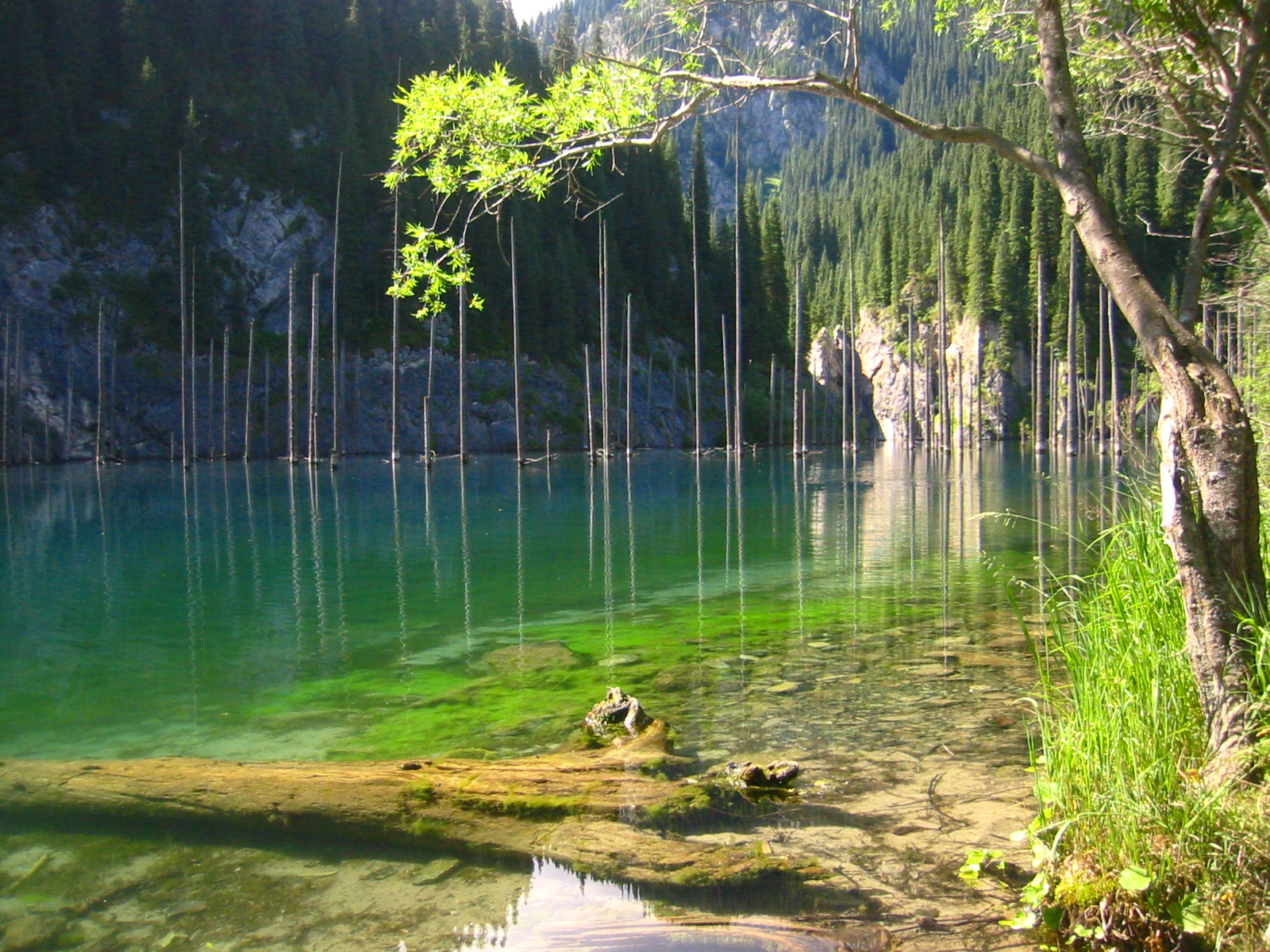
بحيرة كايندي